# Natação nos Jogos Paralímpicos de Verão de 2012 - 200 m livre masculino
As competições de 200 metros livre masculino da natação nos Jogos Paralímpicos de Verão de 2012 foram disputadas entre os dias 1 e 8 de setembro no Centro Aquático de Londres, na capital britânica. Participaram desse evento atletas de 4 classes diferentes de deficiência.

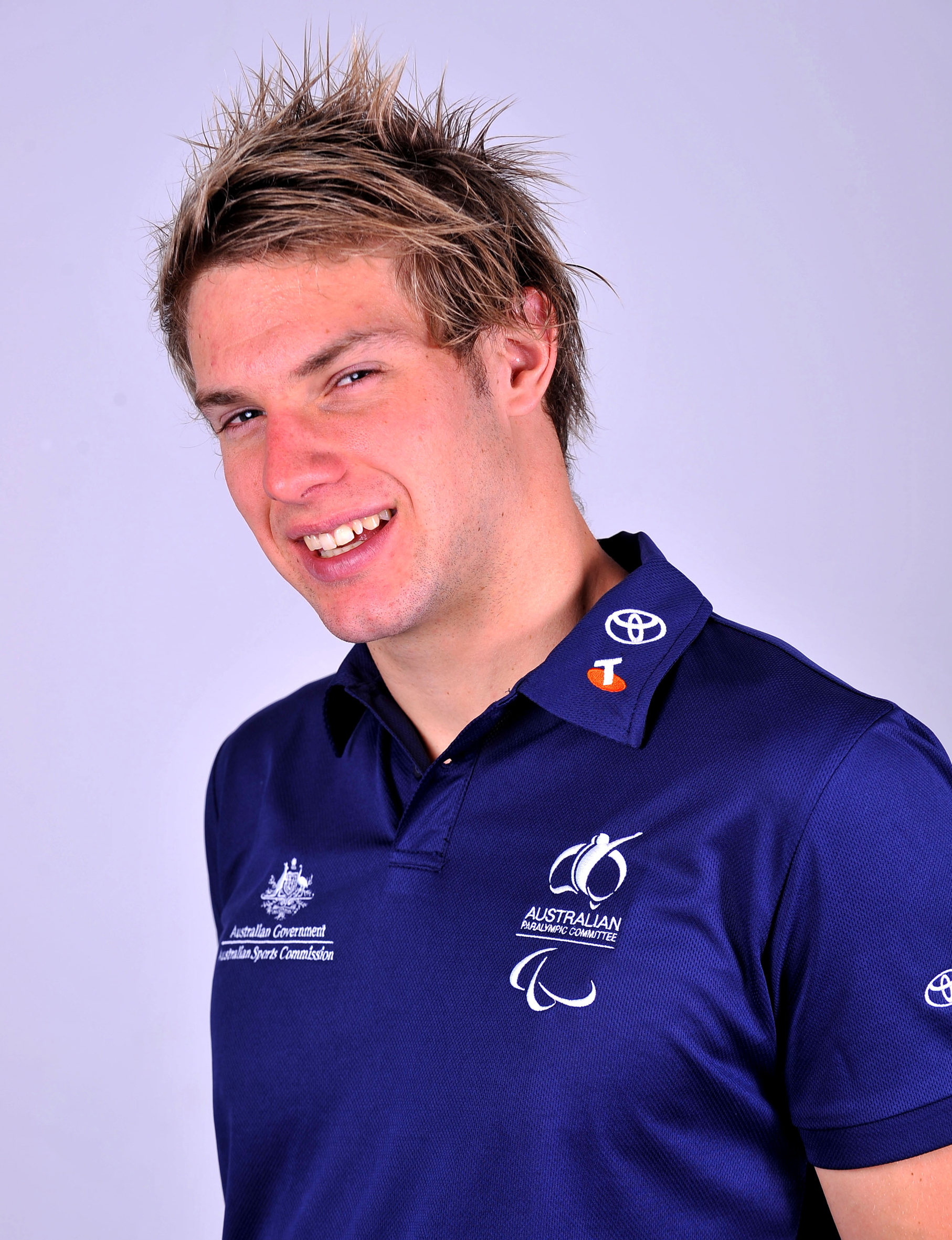
O australiano Daniel Fox conquistou a medalha de prata nos 100 metros livres S14.

## Medalhistas

### Classe S2
| Ouro   | CHN Yang Yang          |
| Prata  | RUS Dmitry Kokarev     |
| Bronze | ISR Itzhak Mamistvalov |

### Classe S4
| Ouro   | MEX Gustavo Sánchez Martínez |
| Prata  | FRA David Smétanine          |
| Bronze | ESP Richard Oribe            |

### Classe S5
| Ouro   | BRA Daniel Dias         |
| Prata  | ESP Sebastián Rodríguez |
| Bronze | USA Roy Perkins         |

### Classe S14
| Ouro   | ISL Jón Margeir Sverrisson |
| Prata  | AUS Daniel Fox             |
| Bronze | KOR Cho Wonsang            |

## S2
| Pos.   | Raia | Atleta                       | Tempo   | Notas               |
| ------ | ---- | ---------------------------- | ------- | ------------------- |
| Ouro   | 5    | CHN Yang Yang                | 4:36.18 | Recorde paralímpico |
| Prata  | 4    | RUS Dmitrii Kokarev          | 4:39.23 |                     |
| Bronze | 6    | ISR Itzhak Mamistvalov       | 4:58.53 |                     |
| 4      | 2    | ISR Iad Josef Shalabi        | 4:58.54 |                     |
| 5      | 7    | ITA Francesco Bettella       | 5:02.96 |                     |
| 6      | 3    | GRE Aristeidis Makrodimitris | 5:13.86 |                     |
| 7      | 8    | UKR Denys Zhumela            | 5:26.76 |                     |
| 8      | 1    | USA Curtis Lovejoy           | 5:47.15 |                     |

## S4

### Eliminatórias

#### Eliminatória 1
| Pos. | Raia | Atleta                       | Tempo   | Notas |
| ---- | ---- | ---------------------------- | ------- | ----- |
| 1    | 4    | MEX Gustavo Sánchez Martínez | 3:02.79 | Q     |
| 2    | 6    | KOR Kim Kyunghyun            | 3:05.65 | Q     |
| 3    | 3    | SWE Christoffer Lindhe       | 3:06.60 | Q     |
| 4    | 2    | CZE Arnošt Petráček          | 3:39.58 |       |
| 5    | 7    | USA Michael Demarco          | 4:31.31 |       |
| —    | 5    | CZE Jan Povýšil              | DNS     |       |

#### Eliminatória 2
| Pos. | Raia | Atleta                          | Tempo   | Notas |
| ---- | ---- | ------------------------------- | ------- | ----- |
| 1    | 4    | FRA David Smétanine             | 3:03.82 | Q     |
| 2    | 5    | ESP Richard Oribe               | 3:05.71 | Q     |
| 3    | 6    | SLO Darko Đurić                 | 3:06.75 | Q     |
| 4    | 3    | NED Michael Schoenmaker         | 3:14.16 | Q     |
| 5    | 2    | UKR Eskender Mustafaiev         | 3:26.92 | Q     |
| 6    | 7    | BRA Ronystony Cordeiro da Silva | 3:55.54 |       |

### Final
| Pos.   | Raia | Atleta                       | Tempo   | Notas              |
| ------ | ---- | ---------------------------- | ------- | ------------------ |
| Ouro   | 4    | MEX Gustavo Sánchez Martínez | 2:58.09 | Recorde da América |
| Prata  | 5    | FRA David Smétanine          | 3:01.38 |                    |
| Bronze | 6    | ESP Richard Oribe            | 3:01.62 |                    |
| 4      | 7    | SLO Darko Đurić              | 3:06.84 |                    |
| 5      | 2    | SWE Christoffer Lindhe       | 3:07.02 |                    |
| 6      | 3    | KOR Kim Kyunghyun            | 3:07.74 |                    |
| 7      | 1    | NED Michael Schoenmaker      | 3:12.22 |                    |
| 8      | 8    | UKR Eskender Mustafaiev      | 3:21.12 |                    |

## S5

### Eliminatórias

#### Eliminatória 1
| Pos. | Raia | Atleta               | Tempo   | Notas |
| ---- | ---- | -------------------- | ------- | ----- |
| 1    | 4    | USA Roy Perkins      | 2:46.94 | Q     |
| 2    | 5    | GBR Anthony Stephens | 2:51.42 | Q     |
| 3    | 3    | NZL Cameron Leslie   | 2:56.74 | Q     |
| 4    | 6    | CRO Matija Grebenić  | 3:06.43 | Q     |
| 5    | 2    | DEN Jonas Larsen     | 3:15.56 |       |

#### Eliminatória 2
| Pos. | Raia | Atleta                     | Tempo   | Notas |
| ---- | ---- | -------------------------- | ------- | ----- |
| 1    | 4    | BRA Daniel Dias            | 2:36.51 | Q     |
| 2    | 5    | ESP Sebastián Rodríguez    | 2:45.96 | Q     |
| 3    | 3    | IRL James Scully           | 2:57.36 | Q     |
| 4    | 6    | BRA Clodoaldo Silva        | 2:59.58 | Q     |
| 5    | 2    | MAS Jamery Siga            | 3:18.52 |       |
| 6    | 7    | GRE Konstantinos Karaouzas | 3:37.33 |       |

### Final
| Pos.   | Raia | Atleta                  | Tempo   | Notas               |
| ------ | ---- | ----------------------- | ------- | ------------------- |
| Ouro   | 4    | BRA Daniel Dias         | 2:27.83 | Recorde paralímpico |
| Prata  | 5    | ESP Sebastián Rodríguez | 2:43.11 |                     |
| Bronze | 3    | USA Roy Perkins         | 2:43.14 |                     |
| 4      | 6    | GBR Anthony Stephens    | 2:49.83 |                     |
| 5      | 7    | IRL James Scully        | 2:53.03 |                     |
| 6      | 2    | NZL Cameron Leslie      | 2:54.27 | Recorde da Oceania  |
| 7      | 8    | CRO Matija Grebenić     | 3:05.15 |                     |
| —      | 1    | BRA Clodoaldo Silva     | DNS     |                     |

## S14

### Eliminatórias

#### Eliminatória 1
| Pos. | Raia | Atleta               | Tempo   | Notas |
| ---- | ---- | -------------------- | ------- | ----- |
| 1    | 4    | GBR Daniel Pepper    | 2:01.94 | Q     |
| 2    | 5    | GBR Ben Procter      | 2:01.97 | Q     |
| 3    | 3    | AUS Mitchell Kilduff | 2:04.64 | Q     |
| 4    | 6    | JPN Yasuhiro Tanaka  | 2:08.66 |       |
| 5    | 7    | CAN Michael Heath    | 2:09.85 |       |
| 6    | 2    | KOR Jung Yangmook    | 2:09.98 |       |

#### Eliminatória 2
| Pos. | Raia | Atleta                       | Tempo   | Notas |
| ---- | ---- | ---------------------------- | ------- | ----- |
| 1    | 5    | ISL Jón Margeir Sverrisson   | 2:00.32 | Q     |
| 2    | 4    | KOR Cho Wonsang              | 2:00.47 | Q     |
| 3    | 3    | GBR Craig Rodgie             | 2:05.59 |       |
| 4    | 7    | HKG Au Kai Lun               | 2:06.78 |       |
| 5    | 6    | JPN Takuya Tsugawa           | 2:09.31 |       |
| 6    | 2    | VEN Alberto Jesús Vera Morán | 2:19.62 |       |

#### Eliminatória 3
| Pos. | Raia | Atleta               | Tempo   | Notas |
| ---- | ---- | -------------------- | ------- | ----- |
| 1    | 4    | AUS Daniel Fox       | 2:00.11 | Q     |
| 2    | 5    | NED Marc Evers       | 2:03.03 | Q     |
| 3    | 3    | HKG Tang Wai Lok     | 2:03.71 | Q     |
| 4    | 2    | HKG Lee Tsun Sang    | 2:06.56 |       |
| 5    | 7    | GER Andre Lehmann    | 2:07.42 |       |
| 6    | 6    | BEL Yannick Vandeput | 2:07.47 |       |
| 7    | 1    | KOR Lee In-Kook      | 2:08.18 |       |

### Final
| Pos.   | Raia | Atleta                     | Tempo   | Notas              |
| ------ | ---- | -------------------------- | ------- | ------------------ |
| Ouro   | 5    | ISL Jón Margeir Sverrisson | 1:59.62 | Recorde mundial    |
| Prata  | 4    | AUS Daniel Fox             | 1:59.79 | Recorde da Oceania |
| Bronze | 3    | KOR Cho Wonsang            | 1:59.93 | Recorde asiático   |
| 4      | 7    | NED Marc Evers             | 2:00.76 |                    |
| 5      | 8    | AUS Mitchell Kilduff       | 2:01.09 |                    |
| 6      | 1    | HKG Tang Wai Lok           | 2:02.89 |                    |
| 7      | 6    | GBR Daniel Pepper          | 2:03.27 |                    |
| 8      | 2    | GBR Ben Procter            | 2:03.30 |                    |

Legenda
| Recorde mundial      | Recorde mundial (World record)               |                       | Recorde africano                      | Recorde africano (African) |                                           | Q | Classificado por posição (Qualified) |
| Recorde paralímpico  | Recorde paralímpico (Paralympic record)      | Recorde da América    | Recorde da América (Americas)         | q                          | Classificado por melhor tempo (Qualified) |   |                                      |
| Melhor marca do ano  | Melhor marca do ano (World leading)          | Recorde asiático      | Recorde asiático (Asian)              | DNS                        | Não largou (Did not start)                |   |                                      |
| Recorde nacional     | Recorde nacional (National record)           | Recorde europeu       | Recorde europeu (European)            | DNF                        | Não terminou (Did not finish)             |   |                                      |
| Recorde pessoal      | Recorde pessoal do atleta (Personal best)    | Recorde da Oceania    | Recorde da Oceania (Oceania)          | DSQ / DQ                   | Desclassificado (Disqualified)            |   |                                      |
| Recorde da temporada | Recorde da temporada do atleta (Season best) | Recorde sul-americano | Recorde sul-americano (South America) | NM                         | Sem marca (No mark)                       |   |                                      |